# Драмска железопътна гара
Драмската железопътна гара (на гръцки: Σιδηροδρομικός Σταθμός Δράμας) е железопътната гара на македонския град Драма, Гърция.
Гарата е построена в 1895 година от османската компания „Жонксион Салоник-Константинопъл“ в сътрудничество с Банк Отоман и няколко белгийски и френски компании. Изграждането и експлоатацията ѝ е поета от френския банкер Рене Бодуй. В 1896 година линията е отворена и Солун е свързан с Цариград, тъй като отсечката Дедеагач – Одрин работи от 1872 година, изградена от „Ийстърн Рейълуей Къмпани“.
Драмската гара е смятана за най-добрата на „Жонксион“. Включва складове, локомотивно депо, водна кула и други помощни пристройки, запазени в оригиналния си вид. В 50-те години на XX век е добавен втори етаж към салона за пътниците. В архитектурно отношение сградата на гарата, като повечето сгради от XIX век в района, е построена в духа на европейските и по-точно френските архитектурни тенденции от периода. Смесица е от неокласицизъм и местни влияния, характерни за ранноиндустриалната архитектура.